# Carl August Aurell
Carl August Aurell, född 1799, död 1876, var en svensk läkare. Han blev medicine doktor i Uppsala 1835 med en del av en avhandling om rakitis under Israel Hwasser (preses), som enligt tidens sed sannolikt var författad av Hwasser och omfattade tre delar. Aurell, som tillhörde Västgöta nation, hade även 1828 utgivit en avhanding, under Carl Peter Thunberg.
Aurell blev provinsialläkare i Vingåker i Södermanland. Han grundade vattenkuranstalten Augustenbad (namngiven efter honom själv) i det närbelägna Bie.